# Stefan Schwarz
Hans-Jürgen Stefan Schwarz (sinh ngày 18 tháng 4 năm 1969, biết đến với tên Stefan Schwarz) là một huấn luyện viên và cựu cầu thủ bóng đá người Thụy Điển. Anh chơi ở vị trí tiền vệ từ năm 1987 đến 2003, đặc biệt là ở một số câu lạc bộ hàng đầu châu Âu thời điểm đó.
Với tổng cộng 69 lần ra sân, ghi sáu bàn cho tuyển Thụy Điển và bắt đầu khởi nghiệp với Malmö FF, anh từng đầu quân cho những câu lạc bộ nổi tiếng như Arsenal và Sunderland tại giải ngoại hạng Anh, Bayer Leverkusen tại giải vô địch quốc gia Đức, Fiorentina tại giải vô địch quốc gia Ý, Valencia tại giải vô địch quốc gia Tây Ban Nha và Benfica tại giải vô địch quốc gia Bồ Đào Nha.

## Sự nghiệp câu lạc bộ
Có cha là người Đức, Schwarz chơi ở vị trí tiền vệ và hậu vệ trái. Anh bắt đầu chơi bóng tại đội trẻ của Kulladals FF và khởi nghiệp tại câu lạc bộ quê nhà Malmö FF. Năm 1990, anh chơi ở đội trẻ của Bayer Leverkusen trước khi chuyển đến Benfica để thi đấu từ 1990 đến 1994. Anh cũng từng đầu quân cho Arsenal, Fiorentina, Valencia và Sunderland. Danh hiệu cá nhân danh giá nhất anh từng nhận là giải quả bóng vàng Thụy Điển năm 1999, vinh danh cầu thủ Thụy Điển xuất sắc nhất năm đó. Khi anh gia nhập Sunderland, anh từng thổ lộ ước muốn được thám hiểm không gian, khiến câu lạc bộ này chèn thêm "điều khoản không gian" nhằm cấm anh bay vào vũ trụ, nếu không sẽ làm hủy hợp đồng với anh. Giám đốc điều hành của đội là John Fickling cho biết: "Một trong những cố vấn của Schwarz đã đặt chỗ cho chuyến bay thương mại vào vũ trụ. Chúng tôi lo ngại rằng ông ta có thể mang Stefan đi cùng vì thế chúng tôi nghĩ tốt hơn hết nên làm mọi chuyện rõ ràng ngay từ bây giờ còn hơn là đợi đến thời điểm chuyến bay được hành. Đây là yêu cầu hoàn toàn hợp lý. Thông thường, chúng tôi phải có được sự đảm bảo cho cầu thủ trong thời gian hợp đồng. Trong quá trình đàm phán, có thể điều khoản đó nghe có vẻ khó chấp thuận nhưng một ngày nào đó, nó sẽ phổ biến trong các bản hợp đồng". Sự nghiệp của anh kết thúc năm 2003 sau khi anh treo giày vào cuối mùa giải tại Sunderland sau khi đội bóng này xuống hạng khỏi sân chơi Ngoại hạng với chỉ bốn bàn, 19 điểm và 21 bàn thắng; trước đó anh từng giúp đội đạt vị trí thứ bảy trong hai mùa bóng đầu tiên.

## Sự nghiệp quốc tế
Anh từng khoác áo đội tuyển Thụy Điển trong 69 trận và ghi sáu bàn. Anh đã tạo nên một cặp đá tuyến giữ vững chắc với Jonas Thern ở cả câu lạc bộ Benfica lẫn màu áo tuyển quốc gia. Anh từng tham dự các vòng chung kết giải vô địch thế giới 1990 - 1994 cũng như kì Euro 1992.

## Danh hiệu

### Câu lạc bộ
Malmö
- Swedish Championship: 1988
- Allsvenskan: 1987, 1988
- Svenska Cupen: 1989

Benfica
- Primeira Divisão: 1990–91, 1993–94
- Taça de Portugal: 1992–93

Arsenal
- UEFA Cup Winners' Cup: Á quân 1994–95

Fiorentina
- Coppa Italia: 1995–96
- Supercoppa Italiana: 1996–97

Valencia
- UEFA Intertoto Cup: 1998
- Copa del Rey: 1998–99

### Quốc tế
Thụy Điển
FIFA World Cup 1994: Huy chương đồng - Hạng ba

### Cá nhân
- "Cầu thủ xuất sắc nhất giải" – Makita 1994 (World Cup tại Mỹ)
- Guldbollen- Quả bóng vàng Thụy Điển (1999)